# Browar Janów Lubelski
Browar Janów Lubelski – browar w Janowie Lubelskim.

## Historia
Browar powstał w 1909 roku z inicjatywy obywateli miasta Janowa Lubelskiego, którzy w 1907 roku powołali spółkę Janowski Browar Udziałowy. Zakład został zbudowany blisko źródła wody mineralnej, która stanowiła podstawę do produkcji piwa.
Spółka mieszczańska Janowski Browar Udziałowy istniała do 1939 roku. W czasie II wojny światowej przedsiębiorstwo zostało przejęte przez Niemców. Udało się jednak zachować wyposażenie browaru i od 1942 roku zakład wznowił produkcje piwa dzięki uporowi kilku współwłaścicieli przedwojennej firmy. Po II wojnie światowej przez kilka lat zakład unikał upaństwowienia. W 1951 roku został oddany pod zarząd Zakładów Przemysłu Terenowego w Lublinie.
W 1962 roku uległ ostatecznie nacjonalizacji i w 1975 roku został połączony z nowo budowanymi Zakładami Piwowarskimi w Leżajsku.
Po 1989 roku spadkobiercy spółki Janowski Browar Udziałowy rozpoczęli żmudną walkę o odzyskanie majątku. Udało im się to w 1997 roku. Zaniedbania i stan techniczny zakładu spowodowały jednak, że nie mogli oni wznowić produkcji piwa własnymi siłami. Z pomocą przyszła im powołana w tym czasie spółka Browar Janów Lubelski, która wydzierżawiła zakład od właścicieli, zajęła się jego uruchomieniem i odzyskaniem rynków sprzedaży.
Początkowo Browar Janów Lubelski produkował tylko piwo beczkowe o nazwie Janów. Od 2003 roku rozpoczął sprzedaż piwa butelkowanego marek Janów i Bieszczadzkie. Pierwotnie butelkowanie odbywało się poza browarem. Od 2008 zakład posiadał własną linię rozlewniczą, która pochodzi z Browaru Regina.
W 2009 roku browar zaprzestał produkcji piwa.

## Produkty
- Bieszczadzkie
- Janów Jasne Pełne
- Janów Mocne